# 정초 관계
집합론에서 정초 관계(整礎關係, 영어: well-founded relation)는 (무한히 재귀적이지 않은) 집합의 원소 관계로서 나타낼 수 있는 이항 관계이다. 정초 관계가 주어진 집합 위에서는 초한 귀납법(超限歸納法, 영어: transfinite induction)과 초한 재귀(超限再歸, 영어: transfinite recursion)를 사용할 수 있다. 초한 귀납법은 모든 원소가 어떤 성질을 만족시킴을 증명할 때 사용한다. 초한 귀납법에 따르면, 어떤 술어가 모든 원소에 대하여 참임을 보이려면, 주어진 원소 ‘이전’의 모든 원소들에 대하여 참임을 가정한 채로, 그 주어진 원소에 대하여 참임을 보이면 충분하다. 이는 자연수에 대한 수학적 귀납법을 일반화한다. 초한 재귀는 정초 관계가 주어진 집합을 정의역으로 하는 함수를 정의하는 방법이다. 초한 재귀에 따르면, 주어진 원소의 함숫값을 그 ‘이전’의 원소들의 함숫값들로부터 결정하는 방법(#초한 귀납법에서의 함수 {\displaystyle g})이 정해졌을 때, 모든 원소에 대한 함숫값은 유일하게 결정된다.

## 정의
집합 {\displaystyle X} 위의 이항 관계 {\displaystyle R\subseteq X^{2}}에 대하여 다음 다섯 조건이 서로 동치이며, 이를 만족시키는 이항 관계를 정초 관계라고 한다.:98, Definition III.3.1
- 임의의 부분 집합 {\displaystyle \varnothing \neq S\subseteq X}에 대하여, {\displaystyle \forall s\in S\colon (s,m)\not \in R}인 {\displaystyle m\in S}가 존재한다.
- 다음 조건을 만족시키는 열 {\displaystyle (x_{i})_{i=0}^{\infty }\subseteq X}이 존재하지 않는다.
  - 임의의 {\displaystyle i\in \mathbb {N} }에 대하여, {\displaystyle (x_{i+1},x_{i})\in R}
- 다음 조건을 만족시키는 정렬 전순서 집합 {\displaystyle (Y,\leq )}과 단사 함수 {\displaystyle f\colon X\to Y}가 존재한다.[2]:352, Appendix B
  - 임의의 {\displaystyle x,y\in X}에 대하여, {\displaystyle (x,y)\in R\implies f(x)<f(y)}
- (모스토프스키 붕괴 정리) 다음 조건을 만족시키는 집합 {\displaystyle M}과 단사 함수 {\displaystyle j\colon X\to M}가 존재한다.
  - 임의의 {\displaystyle x,y\in X}에 대하여, {\displaystyle (x,y)\in R\iff j(x)\in j(y)}
- (모스토프스키 붕괴 정리) 다음 조건을 만족시키는 추이적 집합 {\displaystyle M}과 전단사 함수 {\displaystyle j\colon X\to M}가 유일하게 존재한다.
  - 임의의 {\displaystyle x,y\in X}에 대하여, {\displaystyle (x,y)\in R\iff j(x)\in j(y)}

마지막 두 조건은 체르멜로-프렝켈 집합론의 정칙성 공리를 필요로 한다.

## 성질
집합 {\displaystyle X}에 대하여, 다음 두 조건이 서로 동치이다.
- 공집합이다.
- {\displaystyle X} 위에 반사 관계인 정초 관계 {\displaystyle \sim }가 존재한다.

이는 {\displaystyle x\in X}에 대한 상수열은 {\displaystyle x\sim x\sim x\sim \cdots }이므로 정초 관계의 정의를 위반하기 때문이다.
집합 {\displaystyle X} 위의 정초 관계 {\displaystyle R} 및 부분 집합 {\displaystyle S\subseteq X}에 대하여, {\displaystyle R}의 제한 {\displaystyle R\upharpoonright S} 역시 {\displaystyle S} 위의 정초 관계이다.

### 초한 귀납법
집합 {\displaystyle X} 위의 정초 관계 {\displaystyle \sim _{R}}가 주어졌을 때, 다음과 같은 초한 귀납법을 사용할 수 있다. 임의의 술어 {\displaystyle P(-)}에 대하여, 다음 조건이 성립한다고 하자.
- 임의의 {\displaystyle x\in X}에 대하여, 만약 {\displaystyle \forall y\in X\colon y\sim _{R}x\implies P(y)}라면, {\displaystyle P(x)}이다.

그렇다면, {\displaystyle \forall x\in X\colon P(x)}가 성립한다.
증명:
귀류법을 사용하여, {\displaystyle \{x\in X\colon \lnot P(x)\}}가 공집합이 아니라고 가정하자. 그렇다면, {\displaystyle \sim _{R}}의 정초성에 따라 다음 두 조건을 만족시키는 {\displaystyle x_{0}\in X}가 존재한다.
- {\displaystyle P(x_{0})}은 거짓이다.
- {\displaystyle \forall x\in X\colon \lnot P(x)\implies \lnot (x\sim _{R}x_{0})}

두 번째 조건에 대우를 취하면 다음과 같다.
- {\displaystyle \forall x\in X\colon x\sim _{R}x_{0}\implies P(x)}

따라서, {\displaystyle P(-)}가 만족시켜야 한다고 가정한 조건에 의하여 {\displaystyle P(x_{0})}은 참이 되는데, 이는 모순이다. 
집합 {\displaystyle X} 위의 정초 관계 {\displaystyle \sim _{R}}가 주어졌을 때, {\displaystyle X}를 정의역으로 하는 함수를 초한 재귀를 통해 정의할 수 있다. 이는 다음과 같다. 임의의 집합 {\displaystyle Y} 및 함수
{\displaystyle g\colon X\times \bigsqcup _{S\subseteq X}Y^{S}\to Y}
에 대하여, 다음 조건을 만족시키는 유일한 함수 {\displaystyle f\colon X\to Y}가 존재한다.
{\displaystyle \forall x\in X\colon f(x)=g(x,f\upharpoonright \{y\in X\colon y\sim _{R}x\})}
여기서 {\displaystyle \upharpoonright }은 함수의 제한이다.
증명:
다음 세 조건을 만족시키는 함수 {\displaystyle h\colon \operatorname {dom} h\to Y}들의 집합 {\displaystyle {\mathcal {F}}}를 생각하자.
- {\displaystyle \operatorname {dom} h\subseteq X}
- 임의의 {\displaystyle x\in \operatorname {dom} h} 및 {\displaystyle y\in X}에 대하여, {\displaystyle y\sim _{R}x}라면, {\displaystyle y\in \operatorname {dom} h}
- 임의의 {\displaystyle x\in \operatorname {dom} h}에 대하여, {\displaystyle h(x)=g(x,h\upharpoonright \{y\in X\colon y\sim _{R}x\})}

그렇다면, 다음 사실들을 보일 수 있다.
- 임의의 {\displaystyle h,h'\in {\mathcal {F}}}에 대하여, {\displaystyle h\upharpoonright \operatorname {dom} h\cap \operatorname {dom} h'=h'\upharpoonright \operatorname {dom} h\cap \operatorname {dom} h'}
  - 증명: 초한 귀납법을 사용하여, {\displaystyle x\in \operatorname {dom} h\cap \operatorname {dom} h'}이며, {\displaystyle h\upharpoonright \{y\in X\colon y\sim _{R}x\}=h'\upharpoonright \{y\in X\colon y\sim _{R}x\}}라고 가정하자. 그렇다면 {\displaystyle h(x)=g(x,h\upharpoonright \{y\in X\colon y\sim _{R}x\})=g(x,h'\upharpoonright \{y\in X\colon y\sim _{R}x\})=h'(x)}이다.
- {\displaystyle \textstyle \bigcup _{h\in {\mathcal {F}}}\operatorname {dom} h=X}
  - 증명: 초한 귀납법을 사용하여, {\displaystyle x\in X}이며 {\displaystyle \textstyle \{y\in X\colon y\sim _{R}x\}\subseteq \bigcup _{h\in {\mathcal {F}}}\operatorname {dom} h}라고 가정하자. {\displaystyle \textstyle {\tilde {h}}\colon \{x\}\cup \bigcup _{h\in {\mathcal {F}}}\operatorname {dom} h\to Y}이며, {\displaystyle \forall h\in {\mathcal {F}}\colon {\tilde {h}}\upharpoonright \operatorname {dom} h=h}이며, {\displaystyle {\tilde {h}}(x)=g(x,{\tilde {h}}\upharpoonright \{y\in X\colon y\sim _{R}x\})}라고 정의하자. 그렇다면, {\displaystyle {\tilde {h}}\in {\mathcal {F}}}이며, 따라서 {\displaystyle \textstyle x\in \bigcup _{h\in {\mathcal {F}}}\operatorname {dom} h}이다.

이제,
{\displaystyle f\colon X\to Y}
{\displaystyle \forall h\in {\mathcal {F}}\colon f\upharpoonright \operatorname {dom} h=h}
라고 하자. 그렇다면 {\displaystyle f}는 원하는 조건을 만족시킨다. 또한, 첫 번째 사실에 따라 이러한 {\displaystyle f}는 유일하다.

## 예

### 정초 집합
집합 {\displaystyle X}에서, 원소 관계 {\displaystyle \in }가 {\displaystyle X} 위의 정초 관계라면, {\displaystyle X}를 정초 집합(整礎集合, 영어: well-founded set)이라고 한다. 체르멜로-프렝켈 집합론(ZF)의 정칙성 공리(正則性公理, 영어: axiom of regularity)에 따르면 모든 집합은 정초 집합이다.

### 정초 모임
사실, 정칙성 공리에 따라 모든 모임은 정초 모임이다 (즉, 공집합이 아닌 모든 부분 모임은 원소 관계에 대한 극소 원소를 갖는다).
증명:
임의의 모임 {\displaystyle X\neq \varnothing }에 대하여, {\displaystyle Y\cap X=\varnothing }인 {\displaystyle Y\in X}가 존재함을 보이면 충분하다. 임의의 {\displaystyle Y\in X}를 고르자. 만약 {\displaystyle Y\cap X=\varnothing }라면 증명은 끝난다. {\displaystyle Y\cap X\neq \varnothing }라고 가정하자.
{\displaystyle {\bar {Y}}=Y\cup \bigcup Y\cup \bigcup \bigcup Y\cup \cdots }
가 {\displaystyle Y}의 추이적 폐포라고 하자. 그렇다면 {\displaystyle Z\cap X\cap {\bar {Y}}=\varnothing }인 {\displaystyle Z\in X\cap {\bar {Y}}}가 존재한다. {\displaystyle {\bar {Y}}}가 추이적 집합이므로, {\displaystyle Z\subseteq {\bar {Y}}}이다. 즉, {\displaystyle Z\cap X=\varnothing }이다.
보다 일반적으로, 모임 {\displaystyle X} 및 이항 관계 {\displaystyle R\subseteq X^{2}}에 대하여, 다음 두 조건이 서로 동치이다.
- 임의의 부분 집합 {\displaystyle \varnothing \neq S\subseteq X}에 대하여, {\displaystyle \forall s\in S\colon s\not \sim _{R}m}인 {\displaystyle m\in S}가 존재한다.
- 임의의 부분 모임 {\displaystyle \varnothing \neq S\subseteq X}에 대하여, {\displaystyle \forall s\in S\colon s\not \sim _{R}m}인 {\displaystyle m\in S}가 존재한다.

(물론, 두 번째 조건은 모임에 대하여 전칭을 가하므로 ZF 내에서 형식화할 수 없다.)
증명:
임의의 부분 집합 {\displaystyle \varnothing \neq S\subseteq X}이 {\displaystyle R}에 대한 극소 원소를 갖는다고 가정하고, 임의의 부분 모임 {\displaystyle \varnothing \neq Y\subseteq X}의 {\displaystyle R}-극소 원소를 찾는 것으로 충분하다. 임의의 집합 {\displaystyle A\in Y}를 고르고,
{\displaystyle Z=\bigcup _{n=0}^{\infty }Z_{n}}
{\displaystyle Z_{0}=\{A\}}
{\displaystyle Z_{n+1}=\{B\in Y|\exists C\in Z_{n}\colon B\sim _{R}C\land \operatorname {rank} B=\min\{\operatorname {rank} B'|\exists C\in Z_{n}\colon B'\sim _{R}C\}\}}
라고 하자 ({\displaystyle \operatorname {rank} }는 폰 노이만 전체에서의 계수). 그렇다면, {\displaystyle \varnothing \neq Z\subseteq Y\subseteq X}는 집합이며, {\displaystyle R}-극소 원소 {\displaystyle B\in Z}를 갖는다. 이제, {\displaystyle B}가 {\displaystyle Y}의 {\displaystyle R}-극소 원소임을 보이면 족하다. 만약 {\displaystyle C'\sim _{R}B}인 {\displaystyle C'\in Y}가 존재한다면, 이들 사이에서 최소의 계수를 갖는 {\displaystyle C\in Y}를 고를 수 있다. 이 경우, 만약 {\displaystyle B\in Z_{n}}이라면 {\displaystyle C\in Z_{n+1}}이다. 즉, {\displaystyle C\in Z}이다.

### 정렬 원순서 집합
원순서 집합 {\displaystyle (X,\lesssim )}에 대하여 다음 두 조건이 서로 동치이다.:116, Remark 5
- {\displaystyle (X,\lesssim )}는 정렬 원순서 집합이다.
- {\displaystyle {\mathcal {P}}(X)} 위의 원순서 {\displaystyle S\lesssim ^{\star }T\iff S\subseteq \downarrow T}를 정의하였을 때, 이항 관계 {\displaystyle S\prec ^{\star }T\iff S\lesssim ^{\star }T\not \lesssim ^{\star }S}는 정초 관계이다. (여기서 {\displaystyle \downarrow }는 하폐포를 뜻한다.)

### 순서수
순서수의 정렬 전순서 모임 {\displaystyle \operatorname {Ord} } 위에서는 흔히 다음과 같은 (조금 더 약한) 초한 귀납법이 사용된다. 임의의 술어 {\displaystyle P(-)}가 다음 두 조건을 만족시킨다고 하자.
- 만약 {\displaystyle P(\alpha )}라면, {\displaystyle P(\alpha +1)}이다.
- 극한 순서수 {\displaystyle \lambda }에 대하여, 만약 {\displaystyle \forall \alpha <\lambda \colon P(\alpha )}라면, {\displaystyle P(\lambda )}이다.
  - 특히, {\displaystyle P(0)}이다.

그렇다면, {\displaystyle \forall \alpha \in \operatorname {Ord} \colon P(\alpha )}이다.
순서수의 정렬 전순서 모임 {\displaystyle \operatorname {Ord} } 위에서는 흔히 다음과 같은 특수한 꼴의 초한 재귀가 사용된다. 임의의 집합 {\displaystyle X} 및 함수
{\displaystyle F\colon X\to X}
{\displaystyle G\colon \bigsqcup _{\alpha \in \operatorname {Ord} }X^{\alpha }\to X}
에 대하여, 다음 두 조건을 만족시키는 함수 {\displaystyle f\colon \operatorname {Ord} \to X}가 존재한다.
- 임의의 순서수 {\displaystyle \alpha }에 대하여, {\displaystyle f(\alpha +1)=F(f(\alpha ))}
- 임의의 극한 순서수 {\displaystyle \lambda }에 대하여, {\displaystyle f(\lambda )=G(f\upharpoonright \lambda )}
  - 특히, {\displaystyle f(0)=G(\varnothing \to X)}

(순서수의 모임은 고유 모임이지만, 초한 귀납법과 초한 재귀는 정초 관계가 주어진 모임 위에서도 성립한다.)